# Le Pacte des loups
Le Pacte des loups - internationaal ook uitgebracht als Brotherhood of the Wolf - is een Franse historische fantasy-mystery-film uit 2001 onder regie van Christophe Gans. Het verhaal hiervan werd gebaseerd op sagen over het Beest van Gévaudan. De film werd genomineerd voor onder meer negen Saturn Awards, vier Césars en de European Film Award voor beste regie. De productie won daadwerkelijk één César (voor beste kostuums) en de Grand Prize of European Fantasy Film in Silver van het Filmfestival van Sitges 2001.

## Inhoud

### Proloog
De oude Thomas d'Apcher (Jacques Perrin) staat op het punt ter dood gebracht te worden tijdens de Franse Revolutie. Een woedende menige staat voor de toren waarin hij zich bevindt en van waaruit hij geen kant meer op kan. Hij haalt nog een laatste herinnering op aan een geschiedenis die hem zijn hele leven is bijgebleven.

### Verhaal
Aan het einde van de achttiende eeuw heerst in het Franse Gévaudan grote angst voor een wezen waarnaar de lokale bevolking verwijst als 'het beest'. De meeste personen die het dier ontmoeten, kunnen dat niet navertellen. Degenen die het wel overleven, spreken over een soort wolf, maar veel groter en woester. 'Het beest' slacht al jaren vrouwen en kinderen uit de regio af. Markies Thomas d'Apcher (Jérémie Renier) ontvangt daarom de van het hof in Parijs afkomstige strijder Grégoire de Fronsac (Samuel Le Bihan) en zijn mysterieuze Indiaanse partner Mani (Mark Dacascos) op zijn kasteel. Zij komen het beest in naam van de koning opsporen, afmaken en voor de majesteit opzetten. Ze komen precies op het moment aan dat er weer een gedode vrouw in het bos is aangetroffen. Ter hoogte van haar rechterzij blijkt er een grote hap uit haar romp genomen.
Thomas stelt Grégoire en Mani voor aan de plaatselijke adel, Graaf (Jean Yanne) en gravin de Morangias (Edith Scob) en hun eenarmige zoon Jean-François (Vincent Cassel). Zij vertellen dat Capitaine Duhamel (Eric Prat) en zijn soldaten al tijden op jacht zijn naar 'het beest', maar dat het aantal sterfgevallen niet afneemt en de soldaten vooral voor overlast zorgen. Op het dak ontmoet Grégoire ook dochter Marianne de Morangias (Émilie Dequenne). Hij wordt ervoor gewaarschuwd dat zo'n beetje elke jongeman uit de regio al heeft geprobeerd haar het hof te maken, maar dat ze stuk voor stuk bot vingen. Hij is niettemin meteen verkocht en wil zijn best gaan doen haar wel te veroveren. Marianne blijkt inderdaad niet snel onder de indruk, maar toont zich wel gecharmeerd.
'Het beest' laat zich zelden zien en Grégoires onderzoek verloopt tergend langzaam. Hij is ervan overtuigd dat het geen wolf kan zijn, omdat die niet op mensen jagen en omdat hij een scherp stuk metaal aantrof in de wond van het laatste slachtoffer. Aan het 'voor de zekerheid' opjagen en afschieten van gewone wolven in de buurt doen hij en Mani niet mee. Die laatste gruwelt hier van door zijn meer dan normale band met de natuur en haar krachten. Ondanks zijn interesse voor Marianne laten Grégoire en Mani zich door Thomas meegenomen naar het plaatselijke bordeel om daar te overnachten zo lang als hun jacht duurt. Grégoire ontwikkelt er een band met de mysterieuze prostitutuee Sylvia (Monica Bellucci), met wie hij elke nacht doorbrengt. Naast haar heeft hij vreemde dromen.
Omdat het de koning in Parijs te lang duurt voor Grégoire resultaten boekt, stuurt hij Antoine de Beauterne (Johan Leysen) met zijn regiment om achter 'het beest' aan te gaan. Die maakt Grégoire meteen duidelijk dat hij zich er niet langer mee dient te bemoeien. De Beauterne verkondigt binnen de kortste keren dat hij heeft het beest heeft gevangen, het gevaar is geweken. Grégoire gaat de vangst bekijken en ziet dat het een gewone grote wolf is, niet 'het beest'. Hij moet het van De Beauterne niettemin zo bewerken en opzetten dat de gedode wolf op het gezochte kwaad lijkt. Hij komt niet in opstand en vertelt alleen Sylvia dat De Beauterne een oplichter is. De koning blijkt exact op de hoogte van het bedrog. Hij is nooit geïnteresseerd geweest in het uitroeien van 'het beest', maar wilde alleen een publieke vertoning waaruit moest blijken dat hij orde op zaken heeft gesteld. Verder nieuws over de daden van 'het beest' dienen vanaf dat moment doodgezwegen te worden. Grégoire laat zich afkopen met een reis naar Senegal die hij altijd al wilde maken. De enige reden waarom hij nog had willen blijven is Marianne, maar zij wil hem niet meer zien. Ze heeft op de een of andere manier een tekening in handen gekregen die Grégoire van Sylvia maakte toen die samen met hem in bed lag.
Wanneer Grégoire is vertrokken, bezoekt Sylvia in het geheim Marianne in de kerk. Ze vertelt haar dat ze alles is voor Grégoire en dat die in zijn slaap over haar praat. Voor Grégoire in de boot naar Senegal stapt, komt Thomas hem opzoeken in de haven. Hij vertelt dat de moorden van 'het beest' gewoon zijn doorgegaan en hoopt dat Grégoire en Mani nog één keer samen met hem op jacht willen gaan. Grégoire voelt daar weinig voor, tot Thomas hem een brief van Marianne geeft en hij zich abrupt bedenkt. Mariannes familie mag niets weten van het hernieuwde contact en de nu uitgesproken liefde tussen haar en Grégoire. Daarom ontmoeten ze elkaar in een houten huis in het bos. Grégoire blijkt daarnaartoe gevolgd te zijn door 'het beest'. Dat breekt zich een weg naar binnen. Grégoire staat op dat moment voor het eerst oog in oog met het wezen. Het is wel degelijke een enorme wolfachtige, maar niets wat hij ooit eerder heeft gezien. Hij draagt daarbij een enorm metalen en gewapend harnas, wat de eerder aangetroffen metaalresten verklaart. Het beest vermoordt bewoner Pierre (Jean-Claude Braquet) en maakt zich op om Marianne te verscheuren, maar trekt zich terug nadat hij aan haar geroken heeft. Haar geur doet hem terugdeinzen. Wanneer een gemaskerde man in het bos fluit, verlaat het beest het huis en gaat direct naar de man toe: het heeft een menselijke meester.
Zoals Grégoire al vermoedde, zit er een menselijke geest achter de bloedbaden, geen dierlijk instinct. Mani gaat het beest zoeken en vindt een kleine geheime menselijke gemeenschap in het bos. Het dier is hun instrument om te gebruiken zoals hen dat behaagt. Wanneer Mani's aanwezigheid wordt bemerkt, staan de leden hem naar het leven. Ze maken geen schijn van kans tegen Mani's vaardigheden, maar hij raakt afgeleid doordat hij tussen de aanvallers een vrouw ziet die hij eerder van de soldaten van Duhamel redde. Hij wordt op dat moment in de rug geschoten en na te zijn doodgemarteld in het bos gedumpt. Daar vindt Grégoire hem terug. Woedend en moordend baant hij zich een weg door het bos en genootschap, tot hij zelf wordt opgepakt door de plaatselijke soldaten. Het geheime genootschap blijkt leden te hebben tot in de machtigste geledingen van de plaatselijke samenleving. De lokale adel en geestelijken vinden namelijk dat de koning in Parijs te veel macht wil, waarvan zij vinden dat die hunzelf toebehoort. Zij willen met het beest als geheime wapen een terreurregime bewerkstelligen, waarin de mensen boven alles weer moeten vrezen voor Gods regels en gehoorzamen aan hen die deze verkondigen. Eenieder die dit niet doet, loopt het risico te worden gestraft door de toorn van God, waarvoor zij het beest door willen laten gaan.
Sylvia bezoekt Grégoire in zijn gevangeniscel en vergiftigt hem. Hij wordt de volgende dag begraven. Marianne is ontroostbaar, maar Jean-François wil zich over haar ontfermen. Hij verklaart zijn zus de liefde. Ook onthult hij haar zijn grootste geheim. Hij heeft wel degelijk een tweede arm. Deze is inclusief de hand mismaakt, maar compleet en functioneel en zat verborgen onder zijn lichaamspantser. Jean-François is de meester van het beest. Om die reden viel dat eerder Marianne niet aan. Zij heeft hetzelfde bloed als hij en het dier rook dat. Van een liefdesrelatie met haar broer wil Marianne niet weten. Jean-François ontsteekt daarom in woede. Nadat hij haar aanvalt, wordt ze bewusteloos teruggevonden.
Sylvia laat Grégoire opgraven, die slechts schijndood was. Als ze hem in zijn cel had laten zitten, had hij geen schijn van kans gemaakt op een eerlijk proces. Het 'genootschap van de wolf' verwacht na zijn 'overlijden' niet dat er nog iemand in de buurt is die het geheim van de samenzwering kent en het wil stoppen. Wanneer de leden samenkomen en het plan bespreken om hun macht over een groter gebied uit te breiden, duikt Grégoire weer op om hen en hun belangrijkste pion Jean-François te stoppen.

### Epiloog
Voor de oude Thomas d'Apcher naar buiten gaat om zijn lot onder ogen te zien, onthult hij dat Jean-François 'het beest' in Afrika vond en als één van een heel nest mee terugnam naar Frankrijk. De grootste van de dieren heeft hij zo woest en gevaarlijk mogelijk gemaakt en doelbewust laten uitgroeien tot een sage om het volk mee te knechten. Grégoire heeft het beest respectvol gedood en is daarna met Marianne vertrokken. Thomas heeft ze nooit meer gezien.

## Rolverdeling
| - Samuel Le Bihan - Ridder Grégoire de Fronsac - Émilie Dequenne - Marianne de Morangias - Mark Dacascos - Mani - Vincent Cassel - Jean-François de Morangias - Monica Bellucci - Sylvia - Jérémie Renier - Thomas d'Apcher - Jacques Perrin - Thomas d'Apcher (oudere versie) - Jean Yanne - Le Comte de Morangias - Jean-François Stévenin - Henri Sardis - Édith Scob - Geneviève de Morangias - Johan Leysen - Antoine de Beauterne | - Bernard Farcy - Laffont - Philippe Nahon - Jean Chastel - Eric Prat - Kapitein Duhamel - Jean-Loup Wolff - Duc de Moncan - Bernard Fresson - Mercier - Karin Kriström - Herderin van de rots - Jean-Paul Farré - Vader Georges - Pierre Lavit - Jacques - Michel Puterflam - Bisschop de Mende - Nicolas Vaude - Maxime Des Forêts - Gaspard Ulliel - Louis |

## Historische achtergrond
- Alle personages in de film hebben echt bestaan en leefden ten tijde van Lodewijk XV van Frankrijk. Alleen Mani is erbij verzonnen. Het Beest van Gévaudan heeft ook daadwerkelijk bestaan en tientallen dodelijke slachtoffers gemaakt. In realiteit had het wel een minder spectaculair uiterlijk dan 'het beest' in de film en betrof het een uitzonderlijke grote, maar wel gewone wolf.